# Plaza de Gabriel Miró (Alicante)
La plaza de Gabriel Miró es una plaza ubicada en la ciudad de Alicante (España). También es conocida popularmente como plaza de Correos, en recuerdo de las oficinas principales de la Sociedad Estatal Correos y Telégrafos que estuvieron ubicadas en la plaza.
Conocida desde antiguo como plaza de las Barcas, porque hasta ella podían llegar las embarcaciones. Posteriormente fue denominada plaza de Isabel II y finalmente bautizada con su nombre actual, en memoria del escritor Gabriel Miró, hijo ilustre de la ciudad. 
Tiene forma cuadrada y dentro de sus elementos destacan varios Ficus centenarios (catalogados como árboles monumentales), el monumento a Gabriel Miró o la fuente de la Aguadora, obra del alicantino Vicente Bañuls en 1918.